# Kongotrast
Kongotrast (Geokichla oberlaenderi) är en fågel i familjen trastar inom ordningen tättingar.

## Utseende och läte
Kongotrasten är mestadels orange- eller roströd under och olivbrun ovan. Den har dubbla vita vingband och ett tydligt lodrätt mörkt streck i ansiktet som går genom ögat och bryter upp ögonringen. Liknande gråbrun trast och svartörad trast har båda dubbla streck i ansiktet. Sången består av en fyllig och mjuk serie visslingar med begränsade upprepningar.

## Utbredning och systematik
Fågeln förekommer i låglandet i östra Demokratiska republiken Kongo och västra Uganda (Bwamba Forest). Den behandlas som monotypisk, det vill säga att den inte delas in i några underarter.

### Släktestillhörighet
Tidigare placerades arten i släktet Zoothera, men flera DNA-studier visar att den tillhör en grupp trastar som står närmare bland andra trastarna i Turdus. Dessa har därför lyfts ut till ett eget släkte, Geokichla.

## Levnadssätt
Kongotrasten hittas i skogar på mellan 700 och 1600 meters höjd. Den ses i par och lever på marken.

## Status
Sentida undersökningar från en del av utbredningsområdet tyder på att kongotrasten kan ha ett mycket litet bestånd, uppdelat på ett antal ännu mindre. Största populationen tros innehålla färre än 1000 vuxna individer och den totala anses understiga 10 000 vuxna individer. IUCN kategoriserar arten som nära hotad.

## Namn
Fågelns vetenskapliga artnamn hedrar P. Oberländer (död 1911), österrikisk naturforskare och samlare av specimen i tropiska Afrika.